# Reinhard Höppner

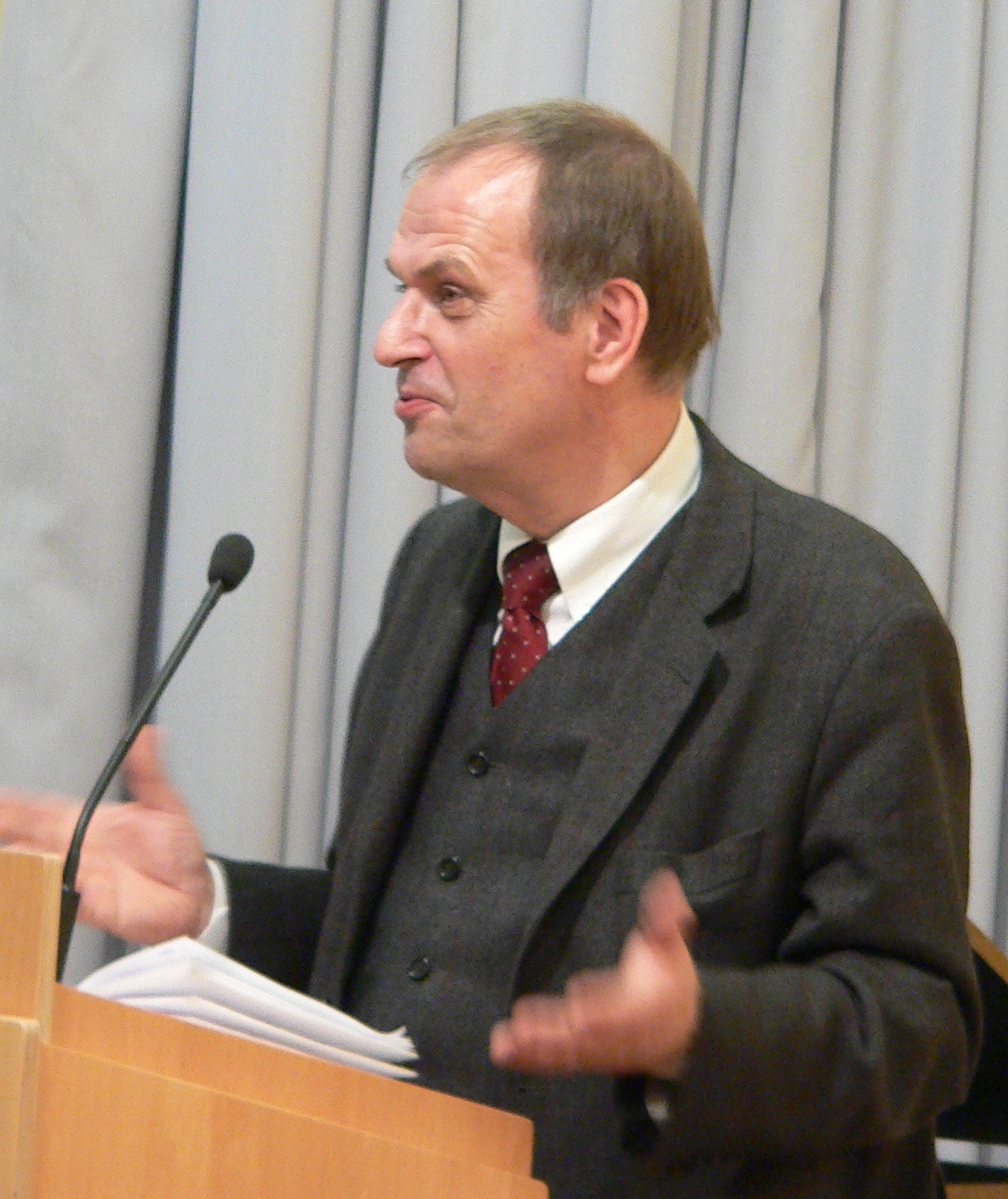
Reinhard Höppner (2008)

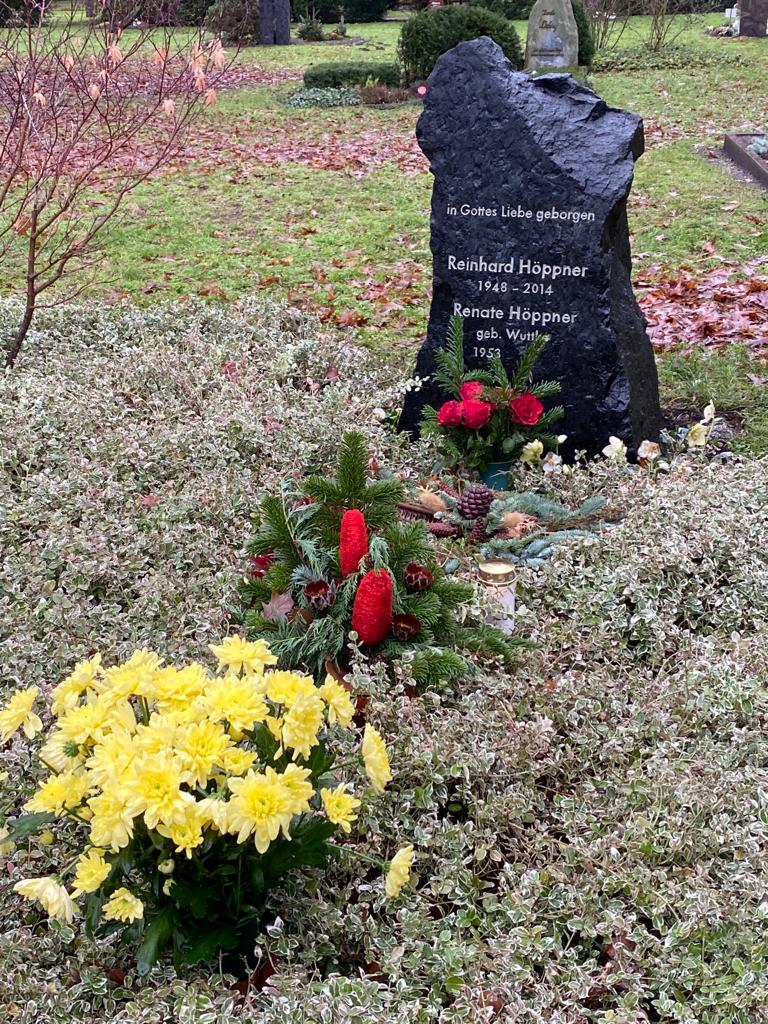
Das Grab von Reinhard Höppner auf dem Westfriedhof (Magdeburg)

Reinhard Höppner (* 2. Dezember 1948 in Haldensleben; † 9. Juni 2014 in Magdeburg) war ein deutscher Politiker (SPD), Mathematiker und Autor. Von 1994 bis 2002 amtierte er als Ministerpräsident des Landes Sachsen-Anhalt.

## Leben und Beruf
Als jüngstes von drei Kindern des evangelischen Pfarrers Franz Höppner wuchs Reinhard Höppner in Magdeburgerforth und Prösen auf. Er nahm als Schüler an den Internationalen Mathematik-Olympiaden 1966 und 1967 teil und erhielt dort eine Silber- bzw. Goldmedaille. Nach seinem Abitur 1967 an der Erweiterten Oberschule in Elsterwerda studierte er Mathematik an der TU Dresden und schloss das Studium 1971 als Diplom-Mathematiker ab. 1976 wurde er extern an derselben Universität mit einer Dissertation zum Thema „Fixpunktaussagen für erweiterte Submarkoffsche Operatoren“ zum Dr. rer. nat. promoviert. Der Zugang zu einer wissenschaftlichen Laufbahn blieb ihm aufgrund seiner Aktivitäten in der Evangelischen Studentengemeinde von Dresden verwehrt.
Von 1971 bis 1989 war Höppner Lektor und Fachgebietsleiter für Mathematikliteratur im Berliner Akademie-Verlag. Seit 1980 war er ehrenamtlich in führenden Positionen im Bereich der Evangelischen Kirche der Kirchenprovinz Sachsen und ab 1994 beim Deutschen Evangelischen Kirchentag sowie von 1990 bis 2006 als Politiker in verschiedenen Ämtern tätig. Seit 2006 widmete er sich vorwiegend seinem ehrenamtlichen Engagement und seinen publizistischen Tätigkeiten.
Reinhard Höppner war verheiratet mit Renate Höppner, der evangelischen Pfarrerin in der Kreuzgemeinde in Magdeburg, und Vater dreier Kinder. Er starb am 9. Juni 2014 an den Folgen einer Krebserkrankung und erfuhr am 14. Juni 2014 im Magdeburger Dom in einem Gedenkgottesdienst eine Würdigung unter Beteiligung kirchlicher und politischer Persönlichkeiten.

## Politische Laufbahn

### Partei
Im Dezember 1989 trat Höppner in die neu gegründete Sozialdemokratische Partei in der DDR ein und wurde mit der Vereinigung der ost- und westdeutschen Sozialdemokraten Mitglied der SPD. Höppner trat viermal als Spitzenkandidat seiner Partei bei Landtagswahlen in Sachsen-Anhalt an. Von 1990 bis 2002 war er Mitglied im Parteivorstand der SPD. Er war außerdem Mitglied des Vorstandes des Forums Ostdeutschland der Sozialdemokratie.

### Volkskammer der DDR
Vom 5. April bis zum 2. Oktober 1990 war Höppner Mitglied der ersten frei gewählten Volkskammer der DDR. Entgegen einer informellen Absprache zwischen den Parteien der Großen Koalition aus CDU/DA, SPD, DSU und Liberalen wurde Höppner jedoch nicht zum Präsidenten der Volkskammer, sondern zum Vizepräsidenten gewählt. In dieser Funktion leitete er vor allem die schwierigen Sitzungen, wobei ihm seine Gesprächsleitungserfahrung als Präses der Synode zugutekam. Unter anderem leitete Höppner die dramatische Sondersitzung der Volkskammer am 22./23. August 1990, auf der der Beitritt der DDR zur Bundesrepublik Deutschland zum 3. Oktober 1990 beschlossen wurde. In seiner Eigenschaft als Mitglied des Präsidiums der Volkskammer war Höppner zudem Teil des kollektiven Staatsoberhauptes der DDR, da mit Beschluss der Volkskammer vom 5. April 1990 die Befugnisse des Staatsrates der DDR auf das Präsidium der Volkskammer übergegangen waren.

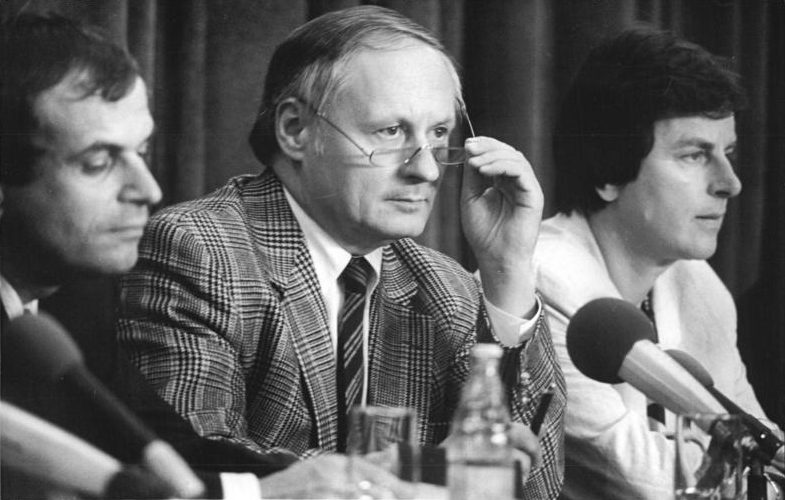
Reinhard Höppner (links) im September 1990 auf einer Wahlkampfveranstaltung in Leipzig mit Oskar Lafontaine (Mitte) und Anke Fuchs (rechts).

### Land Sachsen-Anhalt
Vom 28. Oktober 1990 bis zum 23. April 2006 war Höppner Mitglied des Landtags von Sachsen-Anhalt in dessen erster bis vierter Wahlperiode. Während er bei den Landtagswahlen 1990, 1994 und 1998 jeweils das Direktmandat im Wahlkreis Magdeburg II errang, zog er bei der Wahl 2002 auf Platz 1 der SPD-Landesliste in das Landesparlament ein. In der ersten Wahlperiode war er Fraktionsvorsitzender der SPD-Fraktion und mithin Oppositionsführer im Landtag. Vom 21. Juli 1994 bis zum 16. Mai 2002 amtierte er als Ministerpräsident des Landes Sachsen-Anhalt. In dieser Eigenschaft gehörte er auch vom 26. Juli 1994 bis zum 16. Mai 2002 dem Bundesrat an, vom 26. August bis zum 31. Oktober 1994 und erneut im Geschäftsjahr 1997/1998 als dessen Zweiter Vizepräsident. 

### Magdeburger Modell
Bei der Landtagswahl 1994 kandidierte Höppner nach 1990 zum zweiten Mal als Spitzenkandidat der SPD. Bei diesen Wahlen konnte die SPD deutliche Gewinne erzielen und erreichte mit 34,0 Prozent der gültigen Zweitstimmen nur 0,4 Prozentpunkte weniger als die CDU. Da die FDP mit 3,6 Prozent (− 9,9 Prozentpunkte) aus dem Landtag ausgeschieden war, gab es für den bisherigen Ministerpräsidenten Christoph Bergner (CDU) keine regierungsfähige Mehrheit mehr. Stattdessen bildeten SPD und Bündnis 90/Die Grünen eine Minderheitsregierung. Am 21. Juli 1994 wurde Reinhard Höppner vom Landtag im dritten Wahlgang zum Ministerpräsidenten gewählt. Die als Magdeburger Modell bekannte Modell einer zum ersten Mal auf Landesebene eingeführten Minderheitsregierung, die auf eine Tolerierung durch die PDS angewiesen war, wurde bundesweit kontrovers diskutiert.
Bei den Landtagswahlen 1998 konnte die SPD ihren Stimmenanteil auf 35,9 Prozent steigern, während die CDU deutliche Verluste erlitt (22 Prozent). Da der bisherige Koalitionspartner Bündnis 90/Die Grünen den Einzug in den Landtag verfehlte, wurde die Minderheitsregierung der SPD als Alleinregierung mit Reinhard Höppner als Ministerpräsident fortgesetzt.
Bei der Landtagswahl 2002 verlor die SPD fast 16 Prozentpunkte, während die CDU fast ebenso viel hinzu gewann. Der SPD-Spitzenkandidat Höppner übernahm die Verantwortung für die Wahlniederlage und kündigte seinen Abschied von politischen Spitzenämtern an. Er blieb bis zur nächsten Landtagswahl 2006 Mitglied des Landtags und widmete sich vorwiegend seinen publizistischen und kirchlichen Aufgaben.

## Ehrenamtliches Engagement

### Kirche in der DDR
Höppner war von 1972 bis 1994 Mitglied der Kirchenleitung der Evangelischen Kirche der Kirchenprovinz Sachsen und von 1980 bis 1994 Präses der Synode der Kirchenprovinz Sachsen. Während der 1980er-Jahre war er wesentlich an der Gestaltung des Konziliaren Prozesses beteiligt und vertrat die Kirche der DDR auch auf der Ökumenischen Versammlung 1989 in Basel, die er mit vorbereitete.

### Deutscher Evangelischer Kirchentag und Reformationsjubiläum 2017

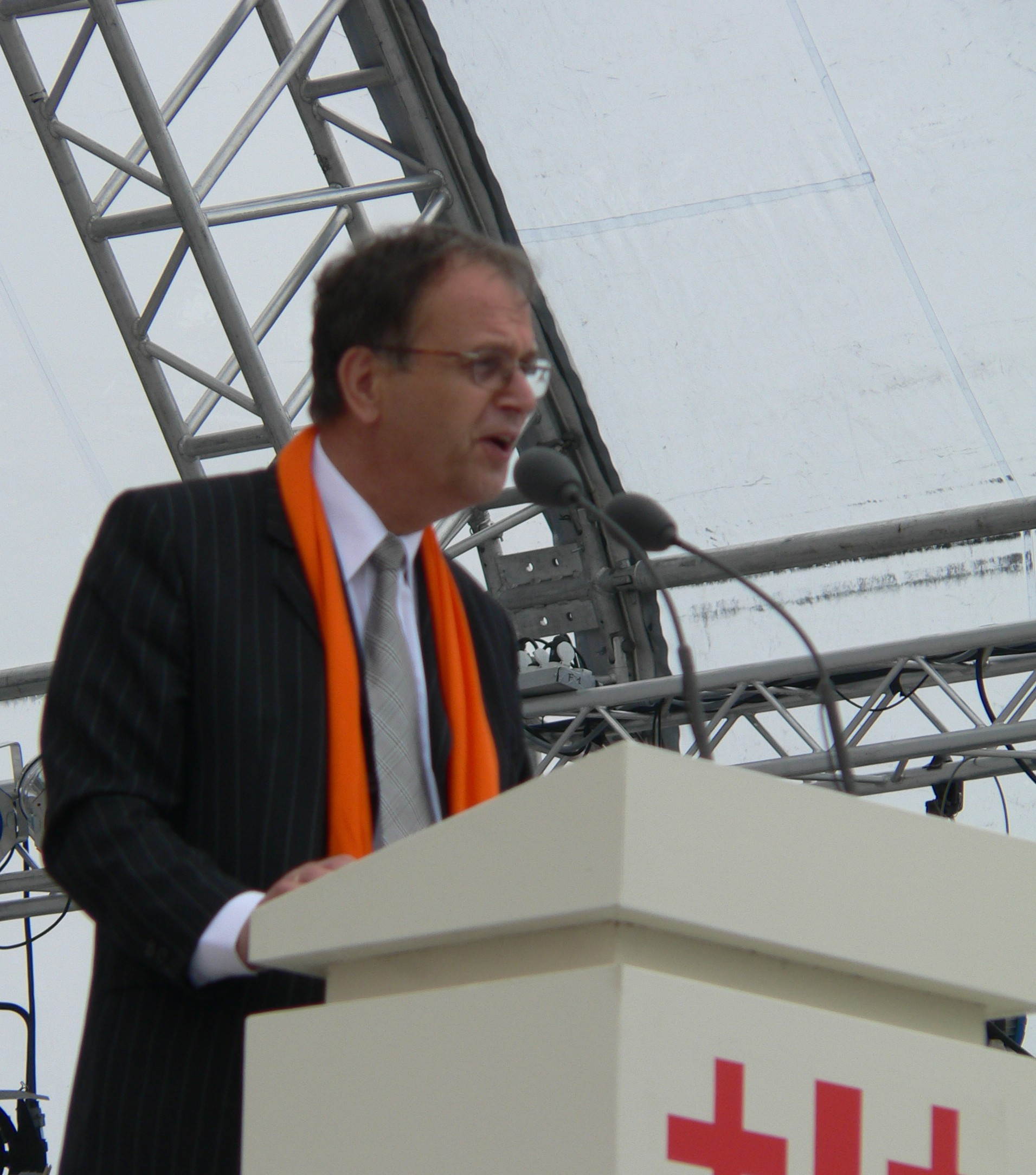
Kirchentagspräsident Reinhard Höppner spricht auf dem Abschlussgottesdienst des Kirchentages in Köln 2007

Seit 1994 war Höppner Mitglied im Präsidium des Deutschen Evangelischen Kirchentages und von 2001 bis 2007 Mitglied im Vorstand des Präsidiums. Höppner war Präsident des 31. Deutschen Evangelischen Kirchentages in Köln 2007. Im „Leitungskreis Reformationsjubiläum 2017“, den die Evangelische Kirche in Deutschland und der Deutsche Evangelische Kirchentag am 27. Mai 2013 gründeten, übernahm Reinhard Höppner den Vorsitz, den er bis zu seinem Tod innehatte.

### Weiteres
Zu Höppners vielfältigen weiteren Tätigkeiten gehörte seine Mitarbeit im Beirat zur Förderung, Unterstützung und Begleitung des Projektes „Bibel in gerechter Sprache“. Er war Vorstandsmitglied der Evangelischen Akademie Sachsen-Anhalt, Mitglied im Stiftungskuratorium des Wittenberg-Zentrums für Globale Ethik, stellvertretender Vorsitzender der Martin Niemöller Stiftung und ab 2003 Vorsitzender der „Stiftung Adam von Trott, Imshausen e. V.“, Trägerin einer Begegnungsstätte für Dialog und Reflexion im ehemaligen Anwesen des Widerstandskämpfers Adam von Trott zu Solz in Bebra-Imshausen.
Von 1996 an war Höppner Mitglied in der von Marion Gräfin Dönhoff und Richard von Weizsäcker initiierten „Neuen Mittwochsgesellschaft“.

## Auszeichnungen
In Anerkennung seiner Leistungen bei der Vermittlung von Wissenschaft, Politik, Kultur und Religion erhielt Reinhard Höppner im Jahre 2009 die Ehrendoktorwürde der Universität Paderborn. Höppner war seit 1999 Träger des Großen Bundesverdienstkreuzes mit Stern.

## Ehrungen
Seit 2018 verleihen die SPD Sachsen-Anhalt und die SPD-Fraktion im Landtag von Sachsen-Anhalt den Reinhard-Höppner-Engagementpreis.

## Schriften
- Segeln gegen den Wind. Texte und Reden und ein Gespräch mit Günter Gaus. Radius-Verlag, Stuttgart 1996, ISBN 3-87173-081-5.
- Zukunft gibt es nur gemeinsam. Ein Solidaritätsbeitrag zur Deutschen Einheit. Karl Blessing Verlag, München 2000, ISBN 3-89667-145-6.
- Acht unbequeme Jahre. Innenansichten des Magdeburger Modells. Mitteldeutscher Verlag, Halle 2003, ISBN 3-89812-175-5.
- Wandern über das Wasser. Begegnungen zwischen Bibel und Politik. Radius-Verlag, Stuttgart 2003, ISBN 3-87173-257-5.
- Bleiben, wohin uns Gott gestellt hat. Zeitzeugen berichten über die Kirche in der DDR. Hrsg. von Reinhard Höppner, Evangelische Verlagsanstalt, Leipzig 2004, ISBN 3-374-02207-3.
- Arbeit aus, alles aus? Politik am Ende der Arbeitsgesellschaft. Anderbeck-Verlag, Anderbeck 2005, ISBN 3-937751-27-0.
- Versucht es doch! 3 % reichen, die Gesellschaft zu verändern. Gütersloher Verlagshaus, Gütersloh 2007, ISBN 978-3-579-06515-1.
- Wunder muss man ausprobieren. Der Weg zur deutschen Einheit. Aufbau-Verlag, Berlin 2009, ISBN 978-3-351-02680-6.
- Die SPD und DIE LINKE. Einsichten aus Ost und West. Mit Egon Bahr. Vorwärts Buch Verlag, Berlin 2010, ISBN 978-3-86602-043-6.